# Birmingham (Missouri)
Pour les articles homonymes, voir Birmingham (homonymie).
Birmingham est un village du comté de Clay, dans le Missouri, aux États-Unis,. Situé au sud du comté, baptisé en référence à la ville de Birmingham en Angleterre, il est fondé en 1889 et incorporé en 1879.

## Démographie
Lors du recensement de 2010, le village comptait une population de 183 habitants. Elle est estimée, en 2016, à 198 habitants.

## Source de la traduction
- (en) Cet article est partiellement ou en totalité issu de l’article de Wikipédia en anglais intitulé « Birmingham, Missouri » (voir la liste des auteurs).